# Подгорное (Маканчинский район)
Подгорное (каз. Подгорное) — село в Маканчинском районе Абайской области Казахстана. Входит в состав Акшокинского сельского округа. Код КАТО — 636437300.

## Население
В 1999 году население села составляло 174 человека (96 мужчин и 78 женщин). По данным переписи 2009 года, в селе проживали 63 человека (28 мужчин и 35 женщин).